# Aanepada

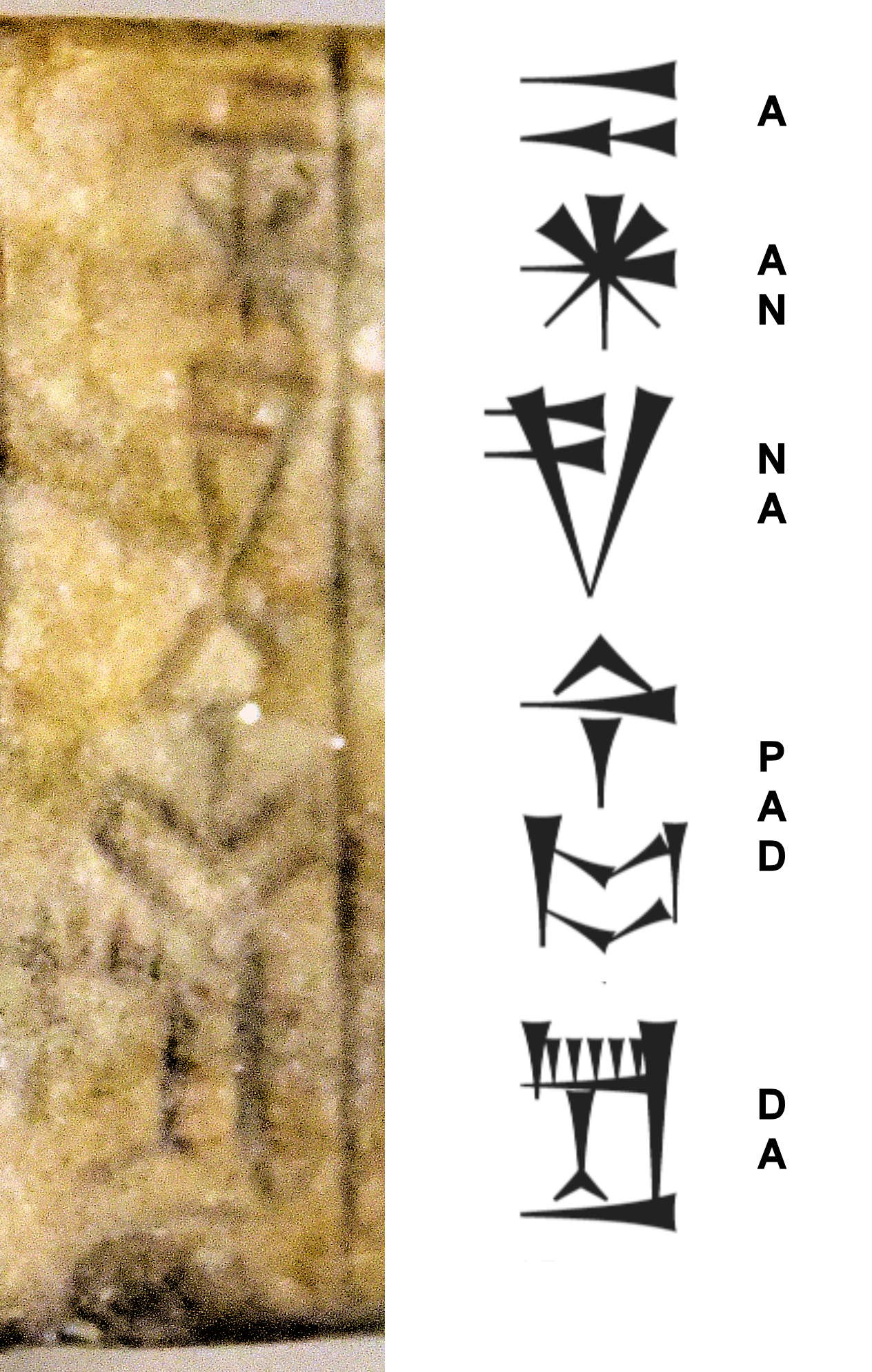
Inscrição de uma tabuleta com o nome de Aanepada.

Aanepada (em sumério: 𒀀𒀭𒉌𒅆𒊒𒁕; romaniz.: A'an-na-pad-da) foi um rei sumério da primeira dinastia de Ur que reinou entre 2 523 a.C. até 2 184 a.C.. Era filho de Mesanepada. Pouco se conhece do seu reinado em Ur além de referências sobre construções religiosas, em particular o templo que foi dedicado à deusa Ninursague. A influência de Aanepada na política chegou até Lagas. Por razões desconhecidas não é citado na lista de reis sumérios. Foi sucedido por seu irmão Mesquianguenum. Acredita-se que sua tumba seria no PG 580, localizado no Cemitério Real de Ur.

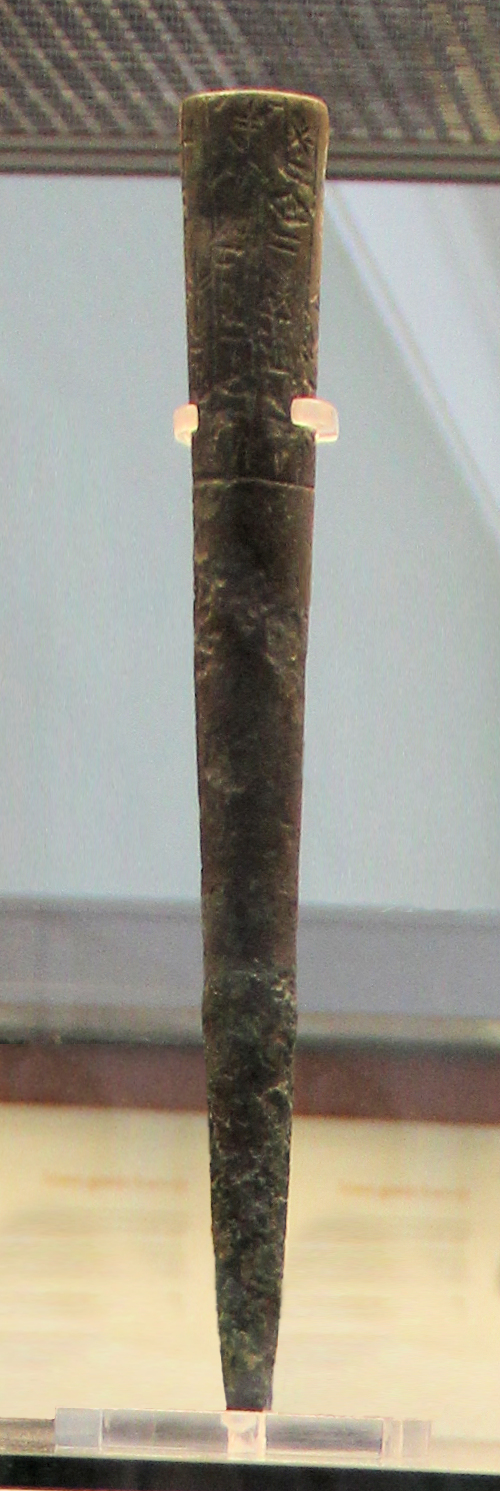
Cone de fundação de Aanepada para Inana no Museu Britânico. (BM 90951)

## Tabuleta votiva
São conhecidas várias tabuletas que levam seu nome, em particular dedicadas a Ninursague, e proclamando Mesanepada como seu pai: 
| “ | 𒀭𒊩𒌆𒄯𒊕 / 𒀀𒀭𒉌𒅆𒊒𒁕 / 𒈗𒌶𒆠 / 𒌉𒈩𒀭𒉌𒅆𒊒𒁕 / 𒈗𒌶𒆠 / 𒀭𒊩𒌆𒉺𒂅𒊏 / 𒂍 𒈬𒈾𒆕 Dnin-hur-sag / a-an-ne2-pa3-da / lugal uri5 {ki} / dumu mes-an-ne2-pa3-da / lugal uri5 {ki} / Dnin-hur-sag-ra / e2 mu-na-du3 "Para Ninursague: Aanepada, rei de Ur, filho de Mesanepada, rei de Ur, construiu o templo para Ninursague." | ” |